# Fabiana Moraes
Fabiana dos Santos Moraes (* 5. Juni 1986 in São Paulo) ist eine brasilianische Hürdenläuferin, die sich auf die 100-Meter-Distanz spezialisiert hat.

## Sportliche Laufbahn
Erste internationale Meisterschaftserfahrungen sammelte Fabiana Moraes bei den Jugendsüdamerikameisterschaften 2002 in Asunción, bei denen sie im 100-Meter-Hürdenlauf mit 15,03 s den vierten Platz belegte. Zwei Jahre später gewann sie bei den U23-Südamerikameisterschaften in Barquisimeto mit 14,11 s die Bronzemedaille. 2006 gewann sie bei den U23-Südamerikameisterschaften in Buenos Aires die Goldmedaille im Siebenkampf und belegte mit der brasilianischen 4-mal-400-Mater-Staffel den fünften Platz. 2005 nahm sie Moraes den Panamerikanischen Juniorenmeisterschaften im kanadischen Windsor teil und belegte dort im Finale den sechsten Platz. Anschließend gewann sie bei den Juniorensüdamerikameisterschaften in Rosario in windunterstützten 14,01 s die Goldmedaille. 2006 gewann sie bei den Jogos da Lusofonia in Macau und bei den U23-Südamerikameisterschaften in Lima jeweils die Silbermedaille.
2007 nahm sie zum ersten Mal an den Panamerikanischen Spielen in Rio de Janeiro teil und schied dort bereits im Vorlauf aus. 2008 belegte sie bei den Ibero-amerikanischen Meisterschaften in Iquique den fünften Platz. 2009 gewann sie bei ihren ersten Südamerikameisterschaften in Lima die Bronzemedaille sowie anschließend bei den Jogos da Lusofonia in Lissabon die Goldmedaille. Bis 2013 nahm sie dann an keinen internationalen Meisterschaften mehr teil und gewann bei den Südamerikameisterschaften in Cartagena erneut die Bronzemedaille in 13,21 s. 2014 belegte sie bei den Südamerikaspielen in Santiago de Chile den vierten Platz und bei den Ibero-amerikanischen Meisterschaften in São Paulo wurde sie Fünfte.
2015 nahm Moraes erneut an den Panamerikanischen Spielen in Toronto teil, qualifizierte sich aber erneut nicht für das Finale. Sie qualifizierte sich aber erstmals für die Teilnahme an den Weltmeisterschaften in Peking, bei denen sie mit 13,35 s in der ersten Runde ausschied. 2016 qualifizierte sie sich auch in der Hallen für die Weltmeisterschaften in Portland, bei denen sie über 60 Meter Hürden ebenfalls in der Vorrunde ausschied. In der Freiluftsaison gewann Moraes die Ibero-amerikanischen Meisterschaften in Rio de Janeiro und qualifizierte sich für die Olympischen Spiele ebendort, bei denen sie diesmal mit 13,22 s in der Vorrunde ausschied. 2017 gewann sie bei den Südamerikameisterschaften in Luque die Goldmedaille und erhielt damit ein Freilos für die Weltmeisterschaften in London, bei denen sie mit 13,40 s erneut im Vorlauf ausschied.
Bisher wurde sie fünfmal brasilianische Meisterin über 100 Meter Hürden.

## Persönliche Bestzeiten
- 100 m Hürden: 12,84 s (+0,8 m/s), 15. Juli 2017 in Ávila
  - 60 m Hürden (Halle): 8,08 s, 13. Februar 2016 in São José (brasilianischer Rekord)